# Spiesia cyanea
Spiesia cyanea là một loài thực vật có hoa trong họ Đậu. Loài này được (M. Bieb.) Kuntze miêu tả khoa học đầu tiên năm 1891.